# Danh sách trường trung học phổ thông tại Bạc Liêu
Đây là danh sách các trường Trung học phổ thông tại Bạc Liêu.

## Danh sách
| DANH SÁCH CÁC TRƯỜNG TRUNG HỌC PHỔ THÔNG | DANH SÁCH CÁC TRƯỜNG TRUNG HỌC PHỔ THÔNG | DANH SÁCH CÁC TRƯỜNG TRUNG HỌC PHỔ THÔNG | DANH SÁCH CÁC TRƯỜNG TRUNG HỌC PHỔ THÔNG | DANH SÁCH CÁC TRƯỜNG TRUNG HỌC PHỔ THÔNG | DANH SÁCH CÁC TRƯỜNG TRUNG HỌC PHỔ THÔNG                          | DANH SÁCH CÁC TRƯỜNG TRUNG HỌC PHỔ THÔNG | DANH SÁCH CÁC TRƯỜNG TRUNG HỌC PHỔ THÔNG                                                                                            |
| STT                                      | Tên trường                               | Năm thành lập                            | Mã trường                                | Khu vực                                  | Địa chỉ                                                           | Website                                  | Tên cũ |
| ---------------------------------------- | ---------------------------------------- | ---------------------------------------- | ---------------------------------------- | ---------------------------------------- | ----------------------------------------------------------------- | ---------------------------------------- | --- |
| 1                                        | THPT Bạc Liêu                            | 1956                                     | 002                                      | 2                                        | Đường Nguyễn Tất Thành, khóm 7, Phường 1, thành phố Bạc Liêu      | thptbaclieu.sgddtbaclieu.edu.vn          | THPT Phan Ngọc Hiển |
| 2                                        | THPT Lê Thị Riêng                        | 18/11/1998                               | 003                                      | 1                                        | Quốc lộ 1, ấp thị trấn A, thị trấn Hòa Bình, huyện Hòa Bình       | thptlethirieng.sgddtbaclieu.edu.vn       | THPT Vĩnh Lợi |
| 3                                        | THPT Lê Văn Đẩu                          | 14/8/1986                                | 004                                      | 2NT                                      | Ấp Cái Dầy, thị trấn Châu Hưng, huyện Vĩnh Lợi                    | thptlevandau.sgddtbaclieu.edu.vn         | |
| 4                                        | THPT Giá Rai                             | 15/10/1977                               | 005                                      | 1                                        | Quốc lộ 1, khóm 1, Phường 1, thị xã Giá Rai                       | thptgiarai.sgddtbaclieu.edu.vn           | |
| 5                                        | THPT Võ Văn Kiệt                         | 23/3/2012                                | 006                                      | 2NT                                      | Số 10B, ấp Long Hòa, thị trấn Phước Long, huyện Phước Long        | thptvovankiet.sgddtbaclieu.edu.vn        | - Năm 1977: Trường cấp III Hồng Dân - Năm 1992: Trường cấp II-III Phước Long - Năm 2000: Trường THPT Phước Long                     |
| 6                                        | THPT Ngan Dừa                            | 1982 – 1983                              | 007                                      | 2NT                                      | Số 01, ấp Thống Nhất, thị trấn Ngan Dừa, huyện Hồng Dân           | thptngandua.sgddtbaclieu.edu.vn          | *Năm học 1982 – 1983: Trường THPT Ngan Dừa - Năm học 1989 – 1990: Trường Cấp II – III Ngan Dừa - Năm học 2002 – 2003: THPT Ngan Dừa |
| 7                                        | THPT Phan Ngọc Hiển                      | 1991                                     | 008                                      | 2                                        | Số 51, đường Cao Văn Lầu, khóm 1, Phường 5, thành phố Bạc Liêu    | thptphanngochien.sgddtbaclieu.edu.vn     | THPT Bán Công Bạc Liêu |
| 8                                        | THPT Chuyên Bạc Liêu                     | 8/1992                                   | 009                                      | 2                                        | Đường Trần Huỳnh, Phường 1, thành phố Bạc Liêu                    | thptchuyenbaclieu.sgddtbaclieu.edu.vn    | THPT Chuyên Bạc cấp II – III Bạc Liêu                                                                                               |
| 9                                        | THPT Dân tộc Nội Trú tỉnh Bạc Liêu       | 1993                                     | 011                                      | 1                                        | Quốc lộ 1, ấp thị trấn A, thị trấn Hòa Bình, huyện Hòa Bình       | ptdtnttinhbaclieu.sgddtbaclieu.edu.vn    | |
| 10                                       | THPT Trần Văn Bảy                        |                                          | 012                                      | 2NT                                      | Ấp Phước Thọ, xã Phước Long, huyện Phước Long                     | thpttranvanbay.sgddtbaclieu.edu.vn       | |
| 11                                       | THPT Nguyễn Trung Trực                   |                                          | 013                                      | 1                                        | Đường Trần Hưng Đạo, khóm 4, Phường 1, thị xã Giá Rai             | thptnguyentrungtruc.sgddtbaclieu.edu.vn  | |
| 12                                       | THPT Điền Hải                            | 2012                                     | 014                                      | 1                                        | Ấp Gò Cát, xã Điền Hải, huyện Đông Hải                            | thptdienhai.sgddtbaclieu.edu.vn          | |
| 13                                       | THPT Vĩnh Hưng                           | 2001                                     | 020                                      | 1                                        | Ấp Tam Hưng, xã Vĩnh Hưng, huyện Vĩnh Lợi                         |                                          | Năm học 2006 - 2007: Trường THPT Vĩnh Hưng                                                                                          |
| 14                                       | THPT Hiệp Thành                          | 1990                                     | 021                                      | 2                                        | Đường Bạch Đằng, khóm Nhà Mát, phường Nhà Mát, thành phố Bạc Liêu | thpthiepthanh.sgddtbaclieu.edu.vn        | |
| 15                                       | THPT Gành Hào                            | 13/11/2005                               | 022                                      | 2NT                                      | Ấp 3, thị trấn Gành Hào, huyện Đông Hải                           | thptganhhao.sgddtbaclieu.edu.vn          | |
| 15                                       | THPT Định Thành                          |                                          | 023                                      | 2NT                                      | Ấp Lung Chim, xã Định Thành, huyện Đông Hải                       | thptdinhthanh.sgddtbaclieu.edu.vn        | |
| 17                                       | THPT Ninh Quới                           | 2004                                     | 024                                      | 2NT                                      | Ấp Ninh Phước, xã Ninh Quới A, huyện Hồng Dân                     | thptninhquoi.sgddtbaclieu.edu.vn         | |
| 18                                       | THPT Ninh Thạnh Lợi                      |                                          | 025                                      | 1                                        | Ấp Ninh Thạnh Tây, xã Ninh Thạnh Lợi, huyện Hồng Dân              | thptninhthanhloi.sgddtbaclieu.edu.vn     | |
| 19                                       | THCS & THPT Trần Văn Lắm                 | 2011                                     | 039                                      | 2NT                                      | Ấp Thanh Sơn, xã Vĩnh Bình, huyện Hòa Bình                        | thcs-thpttranvanlam.sgddtbaclieu.edu.vn  | |
| 20                                       | THPT Tân Phong                           | 2013                                     | 040                                      | 2NT                                      | Quốc lộ 1, ấp Khúc Tréo A, xã Tân Phong, thị xã Giá Rai           | thpttanphong.sgddtbaclieu.edu.vn         | |

### Trung tâm giáo dục nghề nghiệp – giáo dục thường xuyên
| DANH SÁCH CÁC TRƯỜNG TRUNG TÂM GIÁO DỤC NGHỀ NGHIỆP – GIÁO DỤC THƯỜNG XUYÊN | DANH SÁCH CÁC TRƯỜNG TRUNG TÂM GIÁO DỤC NGHỀ NGHIỆP – GIÁO DỤC THƯỜNG XUYÊN | DANH SÁCH CÁC TRƯỜNG TRUNG TÂM GIÁO DỤC NGHỀ NGHIỆP – GIÁO DỤC THƯỜNG XUYÊN | DANH SÁCH CÁC TRƯỜNG TRUNG TÂM GIÁO DỤC NGHỀ NGHIỆP – GIÁO DỤC THƯỜNG XUYÊN | DANH SÁCH CÁC TRƯỜNG TRUNG TÂM GIÁO DỤC NGHỀ NGHIỆP – GIÁO DỤC THƯỜNG XUYÊN | DANH SÁCH CÁC TRƯỜNG TRUNG TÂM GIÁO DỤC NGHỀ NGHIỆP – GIÁO DỤC THƯỜNG XUYÊN        | DANH SÁCH CÁC TRƯỜNG TRUNG TÂM GIÁO DỤC NGHỀ NGHIỆP – GIÁO DỤC THƯỜNG XUYÊN | DANH SÁCH CÁC TRƯỜNG TRUNG TÂM GIÁO DỤC NGHỀ NGHIỆP – GIÁO DỤC THƯỜNG XUYÊN |
| STT                                                                         | Tên trường                                                                  | Năm thành lập                                                               | Mã trường                                                                   | Khu vực                                                                     | Địa chỉ                                                                            | Website                                                                     | Tên cũ |
| --------------------------------------------------------------------------- | --------------------------------------------------------------------------- | --------------------------------------------------------------------------- | --------------------------------------------------------------------------- | --------------------------------------------------------------------------- | ---------------------------------------------------------------------------------- | --------------------------------------------------------------------------- | --- |
| 1                                                                           | TT GDTX – HN tỉnh Bạc Liêu                                                  | 11/11/1997                                                                  | 010                                                                         | 2                                                                           | Số 369, đường Võ Thị Sáu, khóm 4, Phường 7, thành phố Bạc Liêu                     | www.ttgdtxhnbaclieu.edu.vn                                                  | *Năm 1979: Đại học tại chức Minh Hải - Năm 1986: Phân hiệu Đại học Minh Hải - Năm 1989: Trung tâm Đại học tại chức Minh Hải - 01/01/1997: Trung tâm tại chức Bạc Liêu - 11/11/1997: Trung tâm GDTX tỉnh Bạc Liêu. |
| 2                                                                           | TT GDNN – GDTX Hòa Bình                                                     |                                                                             | 047                                                                         | 1                                                                           | Quốc lộ 1, ấp Thị trấn B, thị trấn Hòa Bình, huyện Hòa Bình                        | ttgdnngdtxhoabinh.sgddtbaclieu.edu.vn                                       | |
| 3                                                                           | TT GDNN – GDTX Vĩnh Lợi                                                     |                                                                             | 048                                                                         | 2NT                                                                         | Ấp Nhà Việc, xã Châu Thới, huyện Vĩnh Lợi                                          |                                                                             | |
| 4                                                                           | TT GDNN – GDTX Giá Rai                                                      |                                                                             | 049                                                                         | 1                                                                           | Khóm 1, phường Hộ Phòng, thị xã Giá Rai                                            |                                                                             | |
| 5                                                                           | TT GDNN – GDTX Đông Hải                                                     |                                                                             | 050                                                                         | 2NT                                                                         | Ấp 4, thị trấn Gành Hào, huyện Đông Hải                                            |                                                                             | |
| 6                                                                           | TT GDNN – GDTX Phước Long                                                   |                                                                             | 051                                                                         | 2NT                                                                         | Quốc lộ Quản Lộ – Phụng Hiệp, ấp Long Thành, thị trấn Phước Long, huyện Phước Long | ttgdnngdtxphuoclong.sgddtbaclieu.edu.vn                                     | |
| 7                                                                           | TT GDNN – GDTX Hồng Dân                                                     |                                                                             | 052                                                                         |                                                                             | Khu Hành Chính, ấp Nội Ô, thị trấn Ngan Dừa, huyện Hồng Dân                        | ttgdnngdtxhongdan.sgddtbaclieu.edu.vn                                       | |

### Trung tâm giáo dục – dạy nghề
| DANH SÁCH CÁC TRƯỜNG TRUNG TÂM GIÁO DỤC – DẠY NGHỀ | DANH SÁCH CÁC TRƯỜNG TRUNG TÂM GIÁO DỤC – DẠY NGHỀ | DANH SÁCH CÁC TRƯỜNG TRUNG TÂM GIÁO DỤC – DẠY NGHỀ | DANH SÁCH CÁC TRƯỜNG TRUNG TÂM GIÁO DỤC – DẠY NGHỀ | DANH SÁCH CÁC TRƯỜNG TRUNG TÂM GIÁO DỤC – DẠY NGHỀ   |
| STT                                                | Tên trường                                         | Mã trường                                          | Khu vực                                            | Địa chỉ                                              |
| -------------------------------------------------- | -------------------------------------------------- | -------------------------------------------------- | -------------------------------------------------- | ---------------------------------------------------- |
| 1                                                  | TT GD&DN Phước Long                                | 015                                                | 2NT                                                | Ấp Long Thành, thị trấn Phước Long, huyện Phước Long |
| 2                                                  | TT GD&DN Giá Rai                                   | 016                                                | 1                                                  | Khóm 1, phường Hộ Phòng, thị xã Giá Rai              |
| 3                                                  | TT GD&DN Vĩnh Lợi                                  | 017                                                | 2NT                                                | Ấp Nhà Việc, xã Châu Thới, huyện Vĩnh Lợi            |
| 4                                                  | TT GD&DN Đông Hải                                  | 018                                                | 2NT                                                | Ấp 4, thị trấn Gành Hào, huyện Đông Hải              |
| 5                                                  | TT GD&DN Hồng Dân                                  | 019                                                | 1                                                  | Ấp Kinh Xáng, xã Lộc Ninh, huyện Hồng Dân            |
| 6                                                  | TT GD&DN Hòa Bình                                  | 026                                                | 1                                                  | Ấp Thị Trấn B1, thị trấn Hòa Bình, huyện Hòa Bình    |

### Danh sách mã tỉnh, mã huyện, mã trường phổ thông tỉnh Bạc Liêu

#### Tỉnh Bạc Liêu: Mã 60
Đối với Quân nhân, Công an tại ngũ và Học ở nước ngoài:
| STT | Mã Quận/ Huyện | Tên trường            | Mã trường | Khu vực | Tên Quận/ Huyện        |
| --- | -------------- | --------------------- | --------- | ------- | ---------------------- |
| 1   | 00             | Học ở nước ngoài_60   | 800       | 3       | Sở Giáo dục và Đào tạo |
| 2   | 00             | Quân nhân, Công an_60 | 900       | 3       | Sở Giáo dục và Đào tạo |

#### Thành phố Bạc Liêu: Mã 01
| STT | Tên trường                           | Mã trường | Khu vực | Địa chỉ |
| --- | ------------------------------------ | --------- | ------- | --- |
| 1   | THPT Bạc Liêu                        | 002       | 2       | Đường Nguyễn Tất Thành, khóm 7, phường 1                                                                      |
| 2   | THPT Phan Ngọc Hiển                  | 008       | 2       | Số 51, đường Cao Văn Lầu, khóm 1, phường 5                                                                    |
| 3   | THPT Chuyên Bạc Liêu                 | 009       | 2       | Đường Trần Huỳnh, phường 1                                                                                    |
| 4   | THPT Hiệp Thành                      | 021       | 2       | Đường Bạch Đằng, khóm Nhà Mát, phường Nhà Mát                                                                 |
| 5   | TT GDTX tỉnh Bạc Liêu                | 010       | 2       | Số 369, đường Võ Thị Sáu, khóm 4, phường 7                                                                    |
| 6   | Cao đẳng Kinh tế – Kỹ thuật Bạc Liêu | 034       | 2       | - Cơ sở 1: Số 10, đường Tôn Đức Thắng, khóm 10, phường 1 - Cơ sở 2: Số 22, đường Cách mạng, khóm 10, phường 1 |
| 7   | Cao đẳng Nghề Bạc Liêu               | 036       | 2       | Cơ sở 1 : Số 68 đường Tôn Đức Thắng, khóm 7, phường 1                                                         |
| 8   | Cao đẳng Y tế Bạc Liêu               |           | 2       | Số 1, đường Đoàn Thị Điểm, phường 3, Bạc Liêu                                                                 |

#### Huyện Vĩnh Lợi: Mã 02
| STT | Tên trường                    | Mã trường | Khu vực | Địa chỉ                                             |
| --- | ----------------------------- | --------- | ------- | --------------------------------------------------- |
| 1   | THPT Lê Văn Đẩu               | 004       | 2NT     | Ấp Cái Dầy, thị trấn Châu Hưng                      |
| 2   | THPT Vĩnh Hưng                | 020       | 1       | Ấp Tam Hưng, xã Vĩnh Hưng                           |
| 3   | TT GD&DN Vĩnh Lợi             | 017       | 2NT     | Ấp Nhà Việc, xã Châu Thới                           |
| 4   | TT GDNN – GDTX huyện Vĩnh Lợi | 048       | 2NT     | Ấp Nhà Việc, xã Châu Thới                           |
| 5   | Cao đẳng Nghề Bạc Liêu        | 036       | 1       | Cơ sở 2: Quốc lộ 1, ấp Phước Thạnh 1, xã Long Thạnh |

#### Huyện Hồng Dân: Mã 03
| STT | Tên trường                    | Mã trường | Khu vực | Địa chỉ                                                                   |
| --- | ----------------------------- | --------- | ------- | ------------------------------------------------------------------------- |
| 1   | THPT Ngan Dừa                 | 007       | 2NT     | Số 01, ấp Thống Nhất, thị trấn Ngan Dừa                                   |
| 2   | THPT Ninh Quới                | 024       | 2NT     | Ấp Ninh Phước, xã Ninh Quới A                                             |
| 3   | THPT Ninh Thạnh Lợi           | 025       | 1       | Ấp Ninh Thạnh Tây, xã Ninh Thạnh Lợi                                      |
| 4   | TT GD&DN Hồng Dân             | 019       | 1       | - Khu Hành Chính, ấp Nội Ô, thị trấn Ngan Dừa - Ấp Kinh Xáng, xã Lộc Ninh |
| 5   | TT GDNN – GDTX huyện Hồng Dân | 052       | 1       | - Khu Hành Chính, ấp Nội Ô, thị trấn Ngan Dừa - Ấp Kinh Xáng, xã Lộc Ninh |

#### Thị xã Giá Rai: Mã 04
| STT | Tên trường                    | Mã trường | Khu vực | Địa chỉ                                 |
| --- | ----------------------------- | --------- | ------- | --------------------------------------- |
| 1   | THPT Giá Rai                  | 005       | 1       | Quốc lộ 1, khóm 1, phường 1             |
| 2   | THPT Nguyễn Trung Trực        | 013       | 1       | Đường Trần Hưng Đạo, khóm 4, phường 1   |
| 3   | THPT Tân Phong                | 040       | 2NT     | Quốc lộ 1, ấp Khúc Tréo A, xã Tân Phong |
| 4   | TT GD&DN Giá Rai              | 016       | 1       | Khóm 1, phường Hộ Phòng                 |
| 5   | TT GDNN – GDTX thị xã Giá Rai | 049       | 1       | Khóm 1, phường Hộ Phòng                 |

#### Huyện Phước Long: Mã 05
| STT | Tên trường                      | Mã trường | Khu vực | Địa chỉ                            |
| --- | ------------------------------- | --------- | ------- | ---------------------------------- |
| 1   | THPT Võ Văn Kiệt                | 006       | 2NT     | Ấp Long Hòa, thị trấn Phước Long   |
| 2   | THPT Trần Văn Bảy               | 012       | 2NT     | Ấp Phước Thọ, xã Phước Long        |
| 3   | TT GDTX Phước Long              | 046       | 2NT     | Ấp Long Thành, thị trấn Phước Long |
| 4   | TT GD&DN Phước Long             | 015       | 2NT     | Ấp Long Thành, thị trấn Phước Long |
| 5   | TT GDNN – GDTX huyện Phước Long | 051       | 2NT     | Ấp Long Thành, thị trấn Phước Long |

#### Huyện Đông Hải: Mã 06
| STT | Tên trường                    | Mã trường | Khu vực | Địa chỉ                     |
| --- | ----------------------------- | --------- | ------- | --------------------------- |
| 1   | THPT Điền Hải                 | 014       | 1       | Ấp Gò Cát, xã Điền Hải      |
| 2   | THPT Gành Hào                 | 022       | 2NT     | Ấp 3, thị trấn Gành Hào     |
| 3   | THPT Định Thành               | 023       | 2NT     | Ấp Lung Chim, xã Định Thành |
| 4   | TT GD&DN Đông Hải             | 018       | 2NT     | Ấp 4, thị trấn Gành Hào     |
| 5   | TT GDNN – GDTX huyện Đông Hải | 050       | 2NT     | Ấp 4, thị trấn Gành Hào     |

#### Huyện Hòa Bình: Mã 07
| STT | Tên trường                    | Mã trường | Khu vực | Địa chỉ                                     |                                   |
| --- | ----------------------------- | --------- | ------- | ------------------------------------------- | --------------------------------- |
| 1   | THPT Lê Thị Riêng             | 003       | 1       | Ấp Thị Trấn A, thị trấn Hoà Bình            |                                   |
| 2   | THPT DTNT tỉnh Bạc Liêu       | 011       | 1       | Quốc lộ 1, ấp Thị Trấn A, thị trấn Hoà Bình |                                   |
| 3   | Trường THCS&THPT Trần Văn Lắm | 039       | 1       | 2NT                                         | Ấp Thanh Sơn, xã Vĩnh Bình        |
| 4   | TT GDTX Hòa Bình              | 047       | 1       | 1                                           | Ấp Thị Trấn B1, thị trấn Hòa Bình |
| 5   | TT GD&DN Hòa Bình             | 026       | 1       | 1                                           | Ấp Thị Trấn B1, thị trấn Hòa Bình |
| 5   | TT GDNN-GDTX huyện Hòa Bình   | 047       | 1       | 1                                           | Ấp Thị Trấn B1, thị trấn Hòa Bình |

Ghi chú:
- KV 1: khu vực 1, được cộng 0,75 điểm
- KV 2NT: khu vực 2 nông thôn, được cộng 0,5 điểm
- KV 2: khu vực 2, được cộng 0,25 điểm
- KV 3: khu vực 3, không có điểm ưu tiên.